# 8152 Martinlee
8152 Martinlee eller 1986 VY är en asteroid i huvudbältet som upptäcktes den 3 november 1986 av den tjeckiske astronomen Antonín Mrkos vid Kleť-observatoriet i Tjeckien. Den är uppkallad efter Martin Lee.
Asteroiden har en diameter på ungefär 8 kilometer.